# Bannière du Vieux Barag
Pour les articles homonymes, voir Barag.
La bannière du Vieux Barag (陈巴尔虎旗 ; pinyin : Chénbā'ěrhǔ Qí) est une subdivision administrative de la région autonome de Mongolie-Intérieure en Chine. Elle est placée sous la juridiction de la ville-préfecture de Hulunbuir. Son chef-lieu est Bayan Hure (巴彦库仁镇), un bourg situé à 28 km à l'ouest de la ville d'Hailar.
La bannière est le centre de la population bouriate des Vieux Bargas qui parle le dialecte vieux bargu.

## Géographie

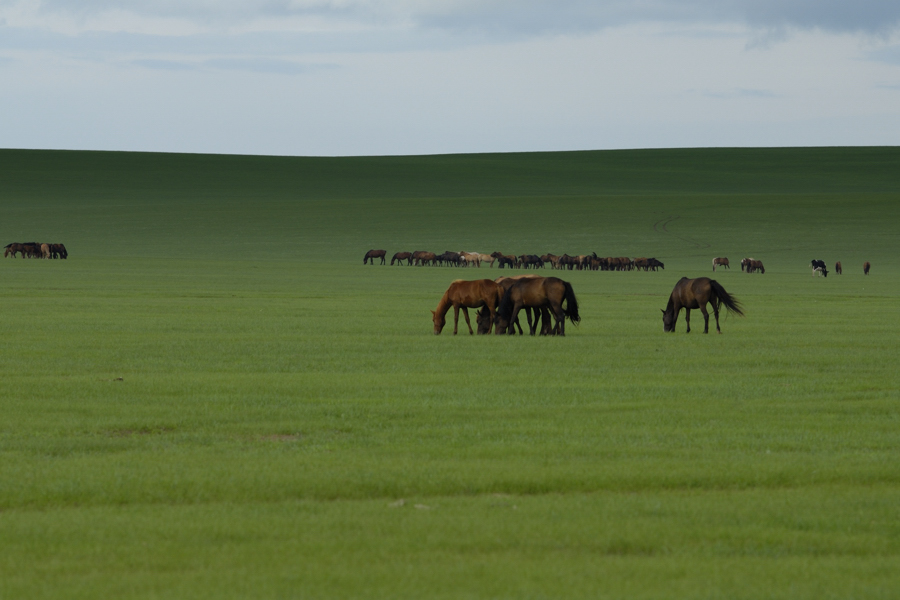
Des chevaux près de Zhalatu

La population de la bannière était de 55 908 habitants en 1999.
La température annuelle moyenne est de −2,3 °C, les précipitations annuelles de 324,6 mm.